# Solanum cucullatum
Solanum cucullatum là loài thực vật có hoa trong họ Cà. Loài này được S. Knapp miêu tả khoa học đầu tiên năm 1986.